# Matthijs Pool

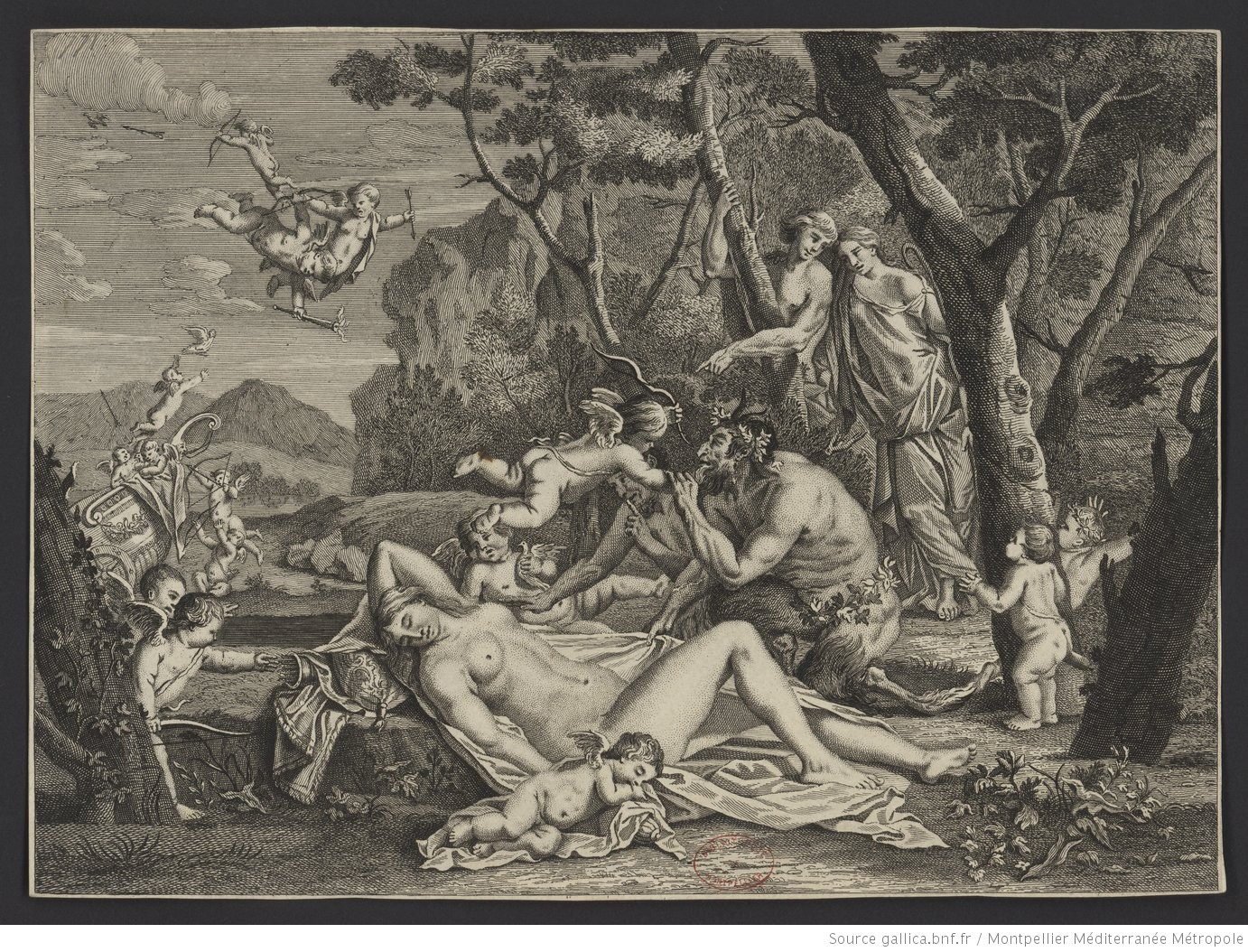
Venus verrast door Satyrs

Matthijs Pool (Amsterdam, gedoopt op 29 maart 1676 – aldaar begraven op 25 maart 1740) was een Noord-Nederlandse prentkunstenaar, etser, mezzotintkunstenaar, graveur en kunsthandelaar. 

## Biografie
Pool was een zoon van Jan Pool en Aeltje Hermens en was rooms-katholiek. Op 7 september 1708 trad hij in het huwelijk met Geertruyd Graat, dochter van de schilder Barend Graat. Hij werkte aanvankelijk in Frankrijk, waar hij vermoedelijk ook zijn opleiding genoot, waarschijnlijk in Parijs. Vanaf omstreeks 1700 was hij actief in Amsterdam. Op 9 juni 1712 werd hij daar ingeschreven als kunstkoper. Hij woonde eerst in de Nieuwe Leliestraat en verhuisde, nadat hij trouwde, naar de Leidsegracht.
Pool vervaardigde prenten naar schilderijen en sculpturen. Bekend is het Beeld-snijders kunst-cabinet, waarvoor hij etsen maakte naar tekeningen van Barend Graat van ivoorsculpturen van Francis van Bossuit en zijn werk voor Gerard de Lairesse’s Groot Schilderboek. Hij maakte portretten, historische voorstellingen, genrescènes en topografische prenten. Pool was gespecialiseerd in etsen en mezzotinten. Hij vervaardigde reproductieprenten naar werken van andere kunstenaars, waaronder religieuze en allegorische voorstellingen. Zijn oeuvre toont invloeden van zowel de Hollandse traditie als van de Franse kunstpraktijk. Hij signeerde zijn werk met het monogram MP.
Hij werd in 1740 begraven in de Nieuwe Kerk in Amsterdam. Zijn collectie prenten, tekeningen en boeken werd datzelfde jaar in Amsterdam geveild.